# Кафолическая православная церковь Франции
Кафоли́ческая правосла́вная це́рковь Фра́нции (фр. Église catholique orthodoxe de France, сокращённо ECOF, также известна как Православная церковь Франции, фр. l’Église Orthodoxe de France) — на сегодняшний день неканоническая юрисдикция, использующая в богослужении модифицированный галликанский обряд. В разное время пребывала в составе Московского патрирхата, РПЦЗ, Румынского патриархата.

## История

### В юрисдикции Московского патриархата
Появление и становление данной юрисдикции связано с именем Евграфа Евграфовича Ковалевского (впоследствии епископа Сен-Денийского Иоанна-Нектария), который в 1937 году, будучи священником, возглавил общину умершего архимандрита Иренея (Винэра), принятого незадолго до кончины в Русскую православную церковь с правом служить местным обрядом, пользоваться григорианским календарём, западными облачениями и т. д. Евграф Ковалевский, а также его брат Максим активно выступали с лекциями, много проповедовали, число общин росло.
В 1944 году Ковалевский создал Богословский институт святого Дионисия, взяв за образец Свято-Сергиевский богословский институт. Состав преподавателей достаточно представителен — члены Православной миссии Франции, созданной Евграфом Ковалевским и Владимиром Лосским, французские светские профессора различных христианских вероисповеданий.
В 1948 году объединение, возглавляемое Евграфом Ковалевским, стало называться «Православной Церковью Франции». Священнослужители обязаны были быть французскими гражданами. Богослужение совершалось на французском языке, литургию служили восстановленным галликанским обрядом. Стал издаваться журнал Contacts.
Тем не менее, множество ошибок и прежде всего легкомысленное отношение к церковной дисциплине — причастие инославных, неканонические венчания, вторичное рукоположение, использование эзотерических практик и многое другое — стали причиной критического отношения к детищу Евграфа Ковалевского со стороны священноначалия Московского Патриархата.

### В юрисдикции Константинопольского патриархата
В 1953 году протоиерей Евграф Ковалевский вместе со значительной частью верующих общин западного обряда вышел из-под омофора Московской Патриархии и образуют «Французскую Кафолическую Православную Церковь» («Eglise catholique orthodoxe de France (ECOF)»). Примечательно, что ещё за несколько лет до ухода в раскол протоиерей Евграф тайно зарегистрировал Устав религиозной организации и саму организацию под названием «Французская Православная Церковь». Вместе с Ковалевским из юрисдикции Московского Патриархата вышел и Богословский Институт святого Дионисия.
До 1956 года протоиерей Евграф находился в юрисдикции Русского Западно-Европейского экзархата Константинопольского Патриархата, а затем в течение нескольких лет общины, подчинявшиеся протоиерею Евграфу, оставались независимыми.

### В юрисдикции Русской зарубежной церкви
В 1960 году «Французская Православная Церковь» вошла в состав Русской Православной Церкви Заграницей, где получила наименование «Православная Кафолическая Церковь Франции». Присоединение к РПЦЗ осуществлял епископ Брюссельский и Западноевропейский Иоанн (Максимович), который с большим пиететом относился к древней галликанской литургической традиции и усматривал в её возрождении не только возврат к богослужебному многообразию древней нераздёленной Церкви, но и видел огромный потенциал для православной миссии в западном мире.
В 1961 году комиссия при Архиерейском Синоде РПЦЗ одобрила представленные протоиереем Евграфом Ковалевским богослужебные тексты галликанского обряда и допустила использование в общинах Французской Православной Кафолической Церкви григорианского календаря с сохранением старого стиля только в Пасхалии.
11 ноября 1964 года протоиерея Евграфа Ковалевского с согласия Синода РПЦЗ рукополагают в Скорбященском соборе Сан-Франциско во епископа Сен-Денийского. Хиротонию совершили архиепископ Иоанн (Максимович) и епископ Феофил (Ионеску). Епископ Иоанн-Нектарий возглавил 5-тысячную паству православных французов западного обряда.
После кончины архиепископа Иоанна (Максимовича) в 1966 году, Архиерейский Синод РПЦЗ в сентябре 1966 года поручил руководство делами Французской Православной Кафолической Церкви архиепископу Канадскому Виталию (Устинову). 9 октября архиепископ Виталий присутствовал на Генеральной ассамблее ФПКЦ, где он заявил о необходимости прекращения совершения западного чина литургии и настаивал на полном принятии византийского обряда. В знак протеста 19 октября епископ Иоанн-Нектарий заявил о выходе из РПЦЗ. Часть общин ФПКЦ отказалась покинуть РПЦЗ, они были оформлены как Французская миссия РПЦЗ, при этом галликанский обряд сохранялся в них при условии совершения византийского обряда как основного. В 1986 году часть этих приходов во главе с архимандритом Амвросием (Фонтрие) присоединилась к одной из неканонический старостильный Авксентиевский Синод, другие полностью перешли на восточный обряд.
В конце того же года епископ Иоанн-Нектарий обратился к предстоятелям Православных Поместных Церквей с просьбой о принятии ECOF с сохранением галликанского обряда. По докладу епископа Виталия (Устинова), епископ Иоанн-Нектарий «за несоответствующее поведение» был лишён сана, чего не признал. В 1967 году он был отлучён от Церкви Архиерейским собором РПЦЗ.

### В юрисдикции Румынского патриархата
По предложению румынского священника-эмигранта Виргиля Георгиу, епископ Иоанн-Нектарий Ковалевский предпринял новые попытки урегулирования канонического статуса своей юрисдикции и в 1967 году начал переговоры с Румынским патриархом Юстинианом, но не успел их завершить, скончавшись в 1970 году. Присоединение «Православной Католической Церкви Франции» к канонической Румынской Православной Церкви состоялось только в 1972 году.
11 июня 1972 года для ПКЦФ был рукоположён епископ Герман (Бертран-Харди) с титулом Сен-Денийский.
В 1988 году из-за позиции Константинопольского патриархата возник конфликт с Румынским патриархатом, в марте 1993 года отозвавшим своё благословения на деятельность ECOF, и большинство приходов последней вышли из состава Румынской церкви. Приходы, которые не пожелали уходить в раскол, были организованы в особый деканат галликанского обряда, во главе которого встал протоиерей Григорий Бертран-Харди, брат низложенного епископа Германа. Эти приходы фактически стали биритуальными — по галликанскому обряду им разрешено служить только шесть раз в году.

### Независимое существование
3 апреля 1997 года Ассамблея православных епископов Франции специальным постановлением выразила отрицательное отношение к ECOF.
В 2001 году ECOF потряс скандал — выяснилось, что епископ Герман Бертран-Харди тайно женился в 1995 году. 10 приходов после этого покинули ECOF и образовали «Союз Культовый Православных Ассоциаций Западного Обряда» (Union des Associations Cultuelles Orthodoxes de Rite Occidental, сокр. UACORO). Около 50-ти приходов и общин, тем не менее, остались верными своему епископу.
В скором времени Союз UACORO начал искать соединения с Православной Церковью. Один из приходов в Страсбурге присоединился к Корсунской епархии Московского Патриархата. В 2004 году UACORO начал переговоры с Сербским Патриархатом. 20 марта 2005 года епископ Афанасий (Евтич), председатель комиссии при Священном Синоде Сербской Церкви по переговорам с UACORO, призвал всех верующих Союза к незамедлительному обращению в Православную Церковь (любой юрисдикции). 15 июня Архиерейский Синод Сербской Церкви постановил, что члены UACORO могут быть приняты в общение только в индивидуальном порядке, но не как каноническая общность, а также при условии полного признания богослужебной традиции Православной Церкви, в частности Божественной литургии. В 2006 году многие члены UACORO в индивидуальном порядке (как духовенство, так и миряне) были приняты в Западноевропейскую епархию Сербского Патриархата. Остальные члены UACORO в декабре того же года учредили неканоническую «Православную церковь галлов» (l’Église Orthodoxe des Gaules). Сама «Кафолическая Православная Церковь Франции» по состоянию на 2006 год насчитывала около 30 приходов и 1 монастырь.
29 января 2016 года был создан Синод, в который помимо главы данной юрисдикции, епископа Германа (Бертрана-Харди), вошёл епископ Марсельский Кассиан (Мухин), перешедший из неканонической РПЦЗ(В-Ф). 31 января они рукоположили во епископа священника Жана-Луи Гийо, постриженного в монашество с именем Венедикт.

## Современное состояние
На начало 2013 года церковь насчитывала 22 прихода во Франции, два в США и по одному в Германии, Аргентине и на Гаити.
Приходы ECOF используют литургию Святого Германа, представляющую собой переработку Галликанского обряда с элементами византийского, кельтского и мозарабского обрядов. Согласно исследованию епископа Афанасия (Евтича), обряд, практикуемый ECOF, нельзя назвать западным в полном смысле этого слова. Никита Кривошеин в 2010 году сказал о КПЦФ: «Это странное формирование <…> в итоге оно оказалось бесхозным и стало практически сектой».